# Loxosceles jarmila
Loxosceles jarmila là một loài nhện trong họ Sicariidae.
Loài này thuộc chi Loxosceles. Loxosceles jarmila được miêu tả năm 1983 bởi Gertsch & Ennik.